# 四排赫哲族乡
四排赫哲族乡是中华人民共和国黑龙江省双鸭山市饶河县下辖的一个民族乡。

## 行政区划
四排赫哲族乡下辖以下村级行政区划单位：
四排村、曙光村、东河村、平原村和马架子林场生活区。